# Linda Larsson
Linda Vilhelmine Larsson, född Ilusk den 18 september 1909 i Estland, död 1 maj 1983 i Engelbrekts församling i Stockholm, var en svensk författare, manusförfattare och kostymtecknare. Hon tog studentexamen i Riga 1928. Hon gifte sig 1936 med regissören Börje Larsson, vilken var medförfattare till merparten av hennes filmmanus. Linda Larsson utförde också kostymerna till ett tiotal svenska filmer 1942–1962, däribland Änglar, finns dom?. Hon är gravsatt i minneslunden på Skogskyrkogården i Stockholm.

## Filmmanus i urval
- 1956 – Främlingen från skyn (baserad på Kurirplan nödlandar, se bibliografi nedan)
- 1956 – Sista natten
- 1957 – Som man bäddar...
- 1962 – Åsa-Nisse på Mallorca